# Salonia Matidia
Salonia Matidia,, née vers 67 et morte en 119, est la fille d'Ulpia Marciana et la nièce de Trajan. Elle est la mère de Sabine et la belle-mère de l'empereur Hadrien.

## Biographie
Sa mère est Ulpia Marciana, sœur de Trajan, et son père était Gaius Salonius Matidius Patruinus, frater arvalis. Ce dernier est préteur et membre du collège religieux des Frères Arvales avant de décéder en 78. Elle naît en 67, ou avant, peut-être le 4 juillet.
Elle est mariée au moins deux fois, une première fois avec un Lucius Mindius, sénateur de rang consulaire, dont elle a une fille, Mindia Matidia Minor, mariée avec Lucius Dasumius Hadrianus, les parents adoptifs de Publius Dasumius Rusticus, et la deuxième fois avec Lucius Vibius Sabinus, consulaire suffect, et c'est de ce mariage que naît alors Vibia Sabina, future épouse d'Hadrien. En troisièmes noces, elle épouse peut-être un Lucius Cornelius Libo Rupilius Frugi, ce qui ferait d'elle une des arrière-grands-mères de Marc Aurèle.
Lorsque Lucius Vibius Sabinus meurt entre 84 et 87, Salonia Matidia avec sa mère et ses filles vivent dans la maison familiale de Trajan et de son épouse, Plotine.
Lorsque sa mère Ulpia Marciana, décédée entre 112 et 114, est divinisée peu après sa mort sur décision du Sénat, elle reçoit à son tour le titre d’Augusta.
Quant Trajan décède en 117, Matidia et Plotine ramènent les cendres de l'empereur à Rome.

Elle décède en 119, peut-être le 23 décembre, au début du principat d'Hadrien, son gendre. Celui-ci fait son oraison funèbre, la divinise et lui accorde un temple et un autel à Rome même,.

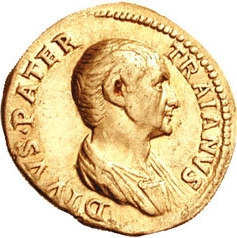
Portrait de Ulpius Traianus, son grand-père.
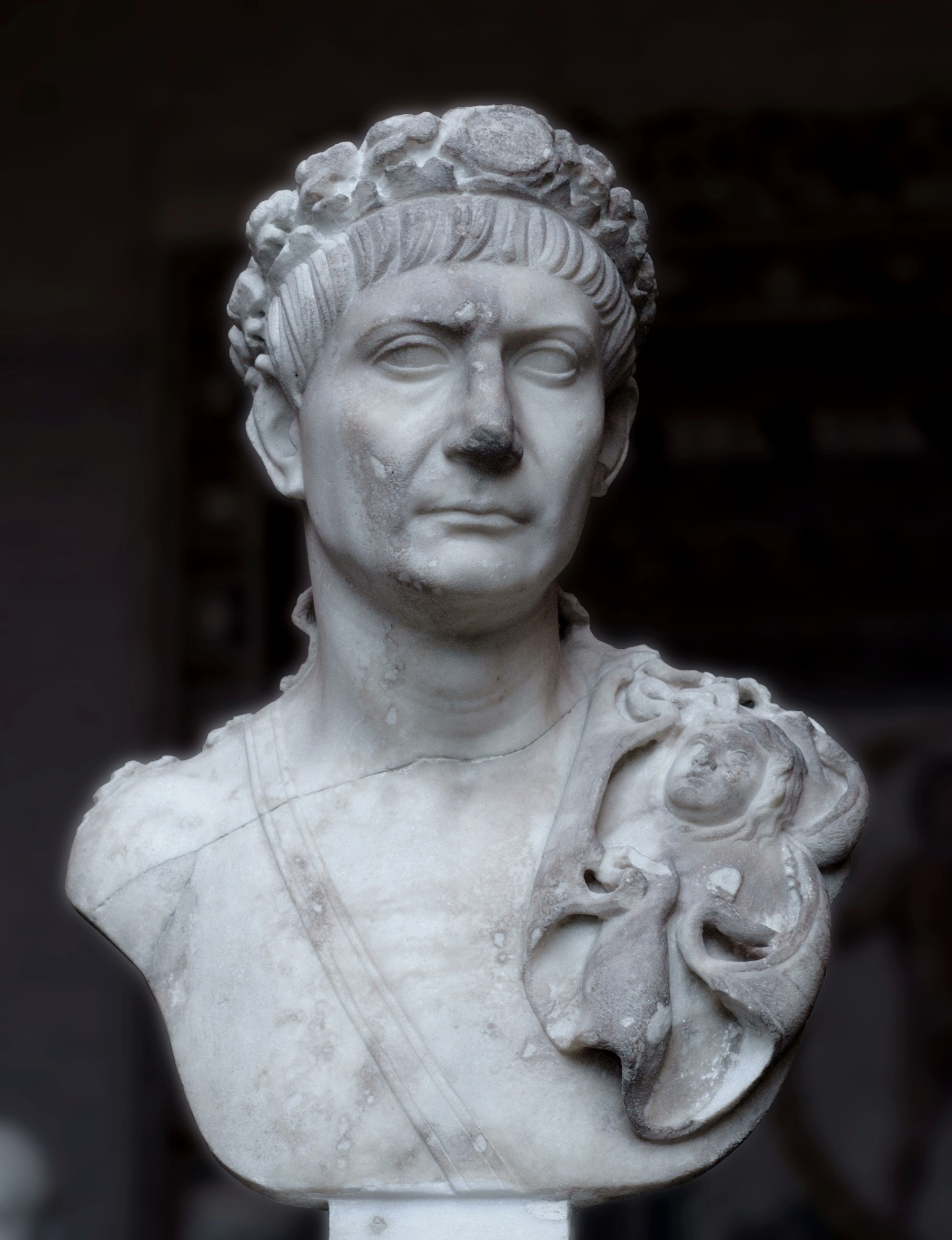
Buste de Trajan, son oncle.
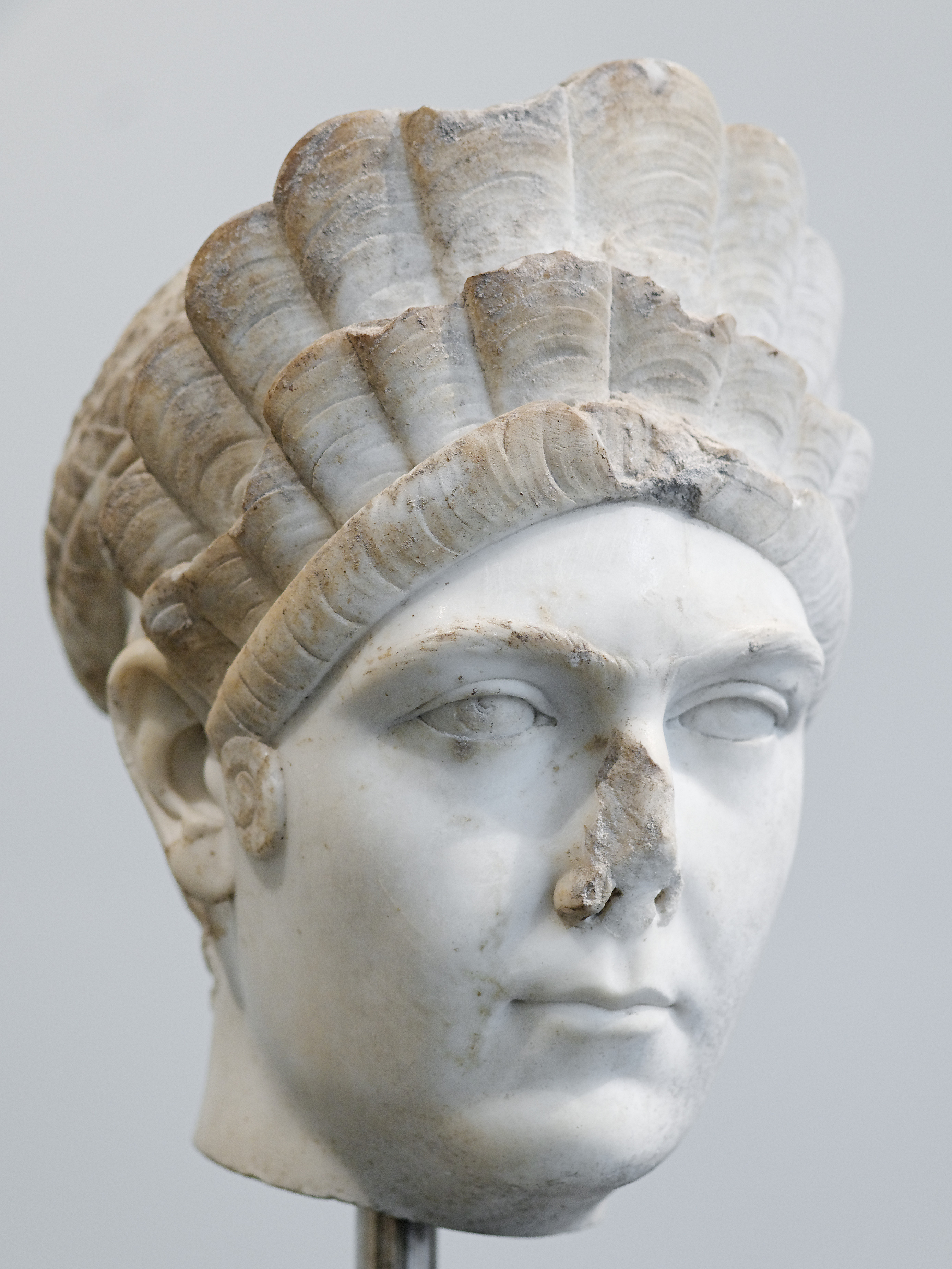
Tête de Ulpia Marciana, sa mère.
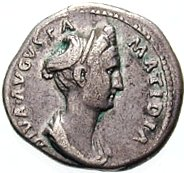
Denier de Salonia Matidia.
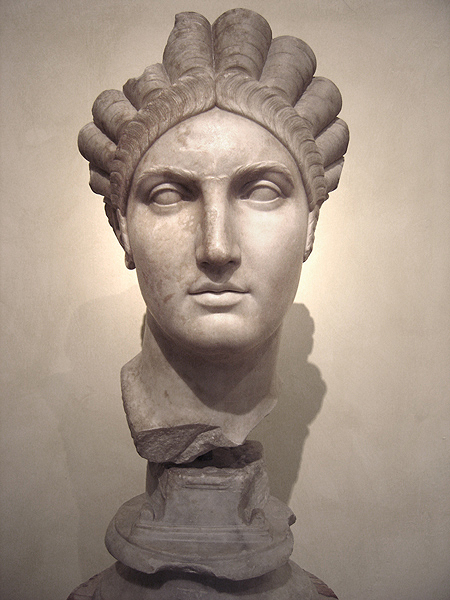
Tête aux musées du Capitole.
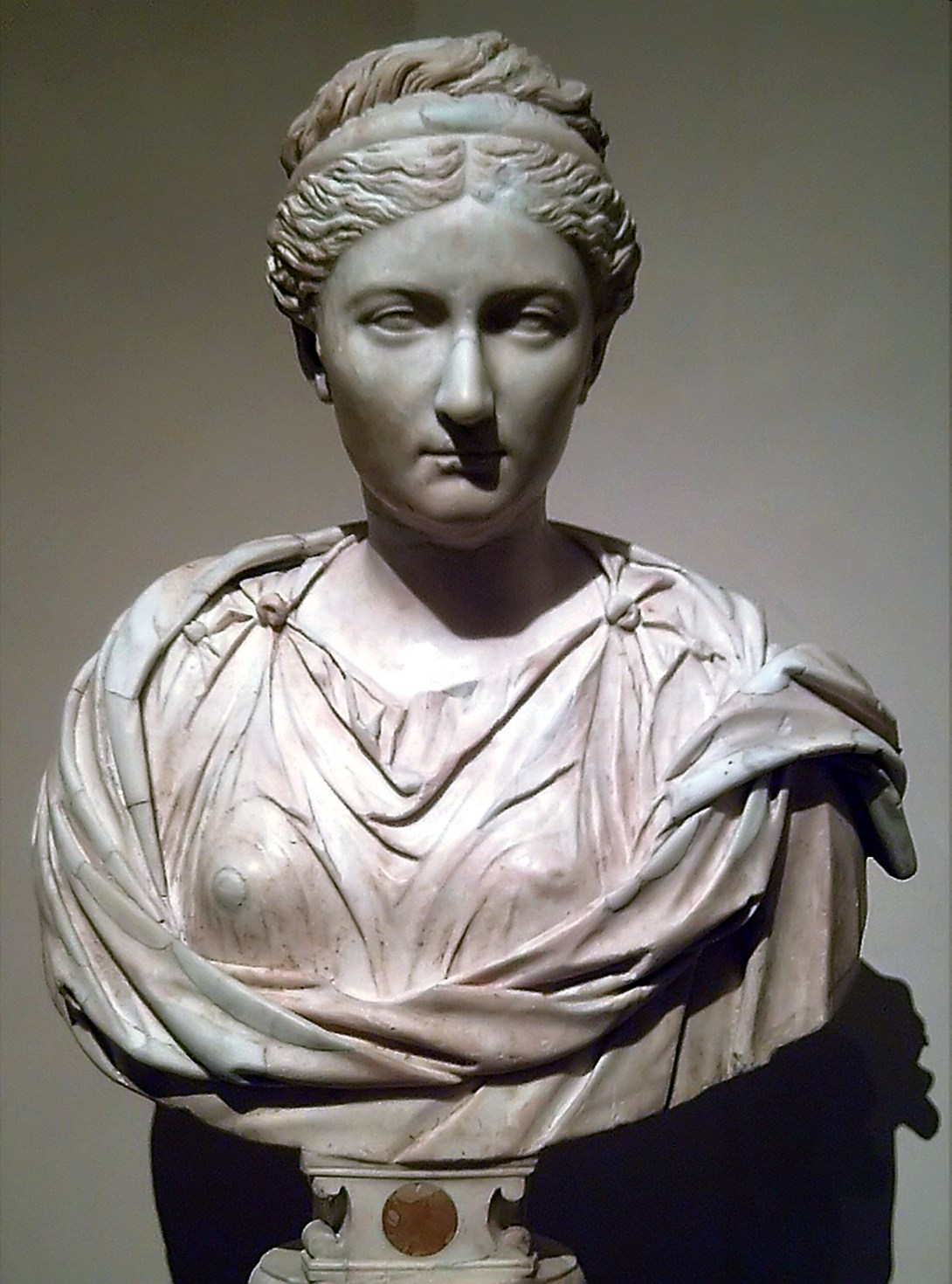
Buste de Sabine, sa fille.
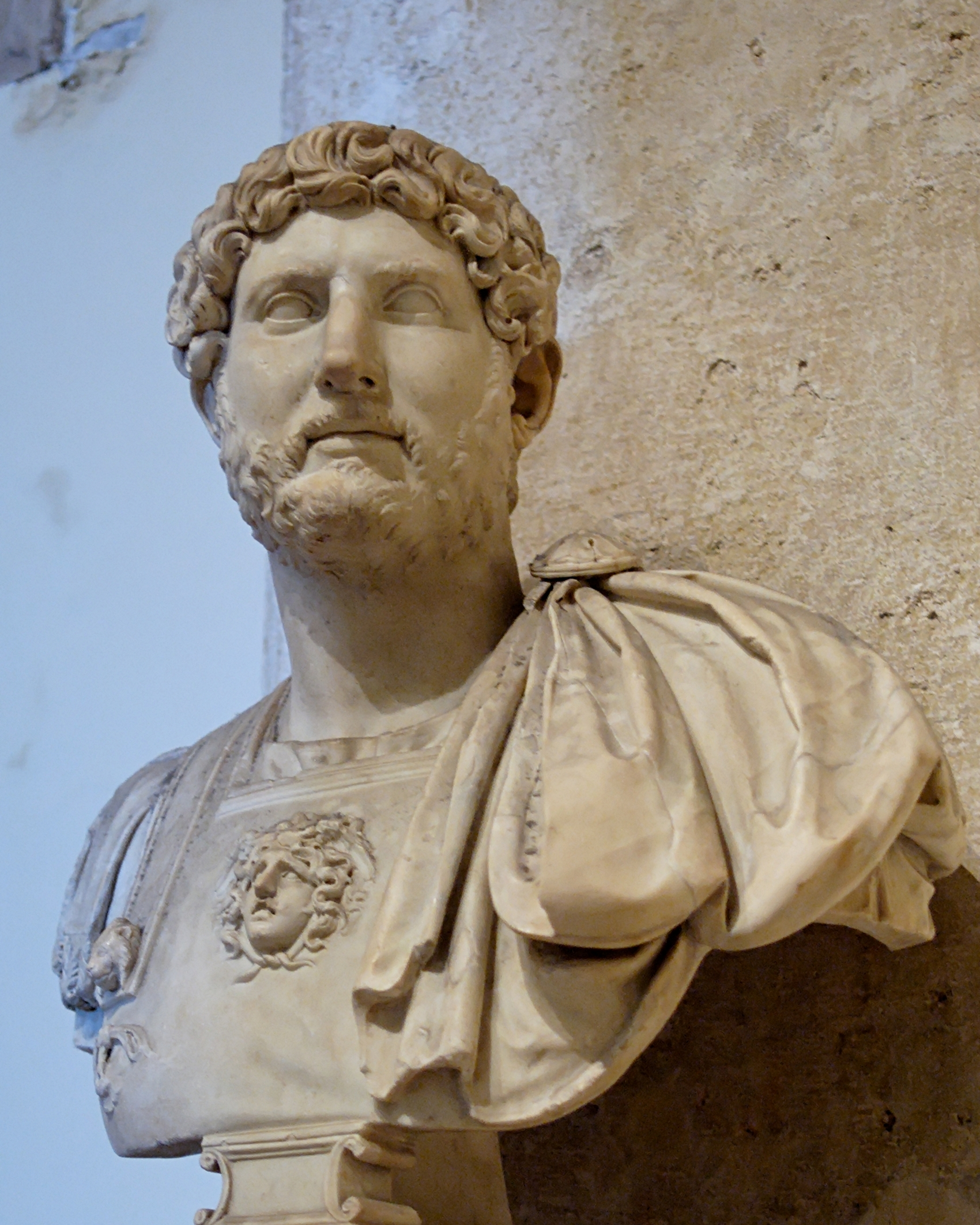
Buste d'Hadrien, son gendre.